# Voo Singapore Airlines 321
No dia 21 de maio de 2024, um Boeing 777-312ER da Singapore Airlines operando como voo 321, voando em um voo regular de passageiros do Aeroporto Heathrow de Londres para o Aeroporto Changi de Singapura  transportando 229 ocupantes a bordo, encontrou forte turbulência sobre Mianmar, resultando em 1 morte e 104 feridos.  A aeronave posteriormente fez um pouso de emergência no Aeroporto Suvarnabhumi, em Bangkok , na Tailândia.       O acidente foi o primeiro acidente aéreo fatal da Singapore Airlines desde a queda do voo 006 em 2000.
Em 11 de junho de 2024, a Singapore Airlines anunciou que ofereceu uma indenização de US$ 10 mil aos passageiros que sofreram ferimentos leves em um voo afetado por uma turbulência intensa em maio, e informou que discutirá o pagamento de um valor maior para os que sofreram ferimentos mais graves.